# Costa Rica i olympiska sommarspelen 2008
Costa Rica deltog i olympiska sommarspelen 2008 med 8 tävlande i 5 olika sporter.

## Cykling
- Huvudartikel: Cykling vid olympiska sommarspelen 2008

### Mountainbike
Herrar
| Cyklist          | Gren         | Tid    | Placering |
| ---------------- | ------------ | ------ | --------- |
| Federico Ramírez | Mountainbike | Avbröt | Avbröt    |

### Landsväg
Herrar
| Cyklist     | Gren      | Tid    | Placering |
| ----------- | --------- | ------ | --------- |
| Henry Raabe | Linjelopp | Avbröt | Avbröt    |

## Friidrott
- Huvudartikel: Friidrott vid olympiska sommarspelen 2008

Förkortningar
- Noteringar – Placeringarna avser endast löparens eget heat
- Q = Kvalificerad till nästa omgång
- q = Kvalificerade sig till nästa omgång som den snabbaste idrottaren eller, i fältgrenarna, via placering utan att uppnå kvalgränsen.
- NR = Nationellt rekord
- N/A = Omgången ingick inte i grenen
- Bye = Idrottaren behövde inte delta i denna omgång

Herrar
Bana och landsväg
| Idrottare    | Gren       | Heat     | Heat      | Semifinal | Semifinal | Final            | Final            |
| Idrottare    | Gren       | Resultat | Placering | Resultat  | Placering | Resultat         | Placering        |
| ------------ | ---------- | -------- | --------- | --------- | --------- | ---------------- | ---------------- |
| Nery Brenes  | 400 m      | 45.36    | 1 Q       | 44.94     | 4         | Gick inte vidare | Gick inte vidare |
| Allan Segura | 20 km gång | i.u.     | i.u.      | i.u.      | i.u.      | 1:27:10          | 39               |

Damer
Bana & landsväg
| Idrottare      | Gren    | Final    | Final     |
| Idrottare      | Gren    | Resultat | Placering |
| -------------- | ------- | -------- | --------- |
| Gabriela Traña | Maraton | 2:53:45  | 68        |

## Simning
- Huvudartikel: Simning vid olympiska sommarspelen 2008

## Taekwondo
| Idrottare           | Gren             | Åttondelsfinaler       | Kvartsfinaler        | Semifinaer           | Återkval             | Bronsmatch           | Final                | Final            |
| Idrottare           | Gren             | Motståndare Resultat   | Motståndare Resultat | Motståndare Resultat | Motståndare Resultat | Motståndare Resultat | Motståndare Resultat | Placering        |
| ------------------- | ---------------- | ---------------------- | -------------------- | -------------------- | -------------------- | -------------------- | -------------------- | ---------------- |
| Kristopher Moitland | Herrarnas +80 kg | Cha D-M (KOR) L (−2)–1 | Gick inte vidare     | Gick inte vidare     | Irgasjev (UZB) L 5–6 | Gick inte vidare     | Gick inte vidare     | Gick inte vidare |